# Glacier Noir

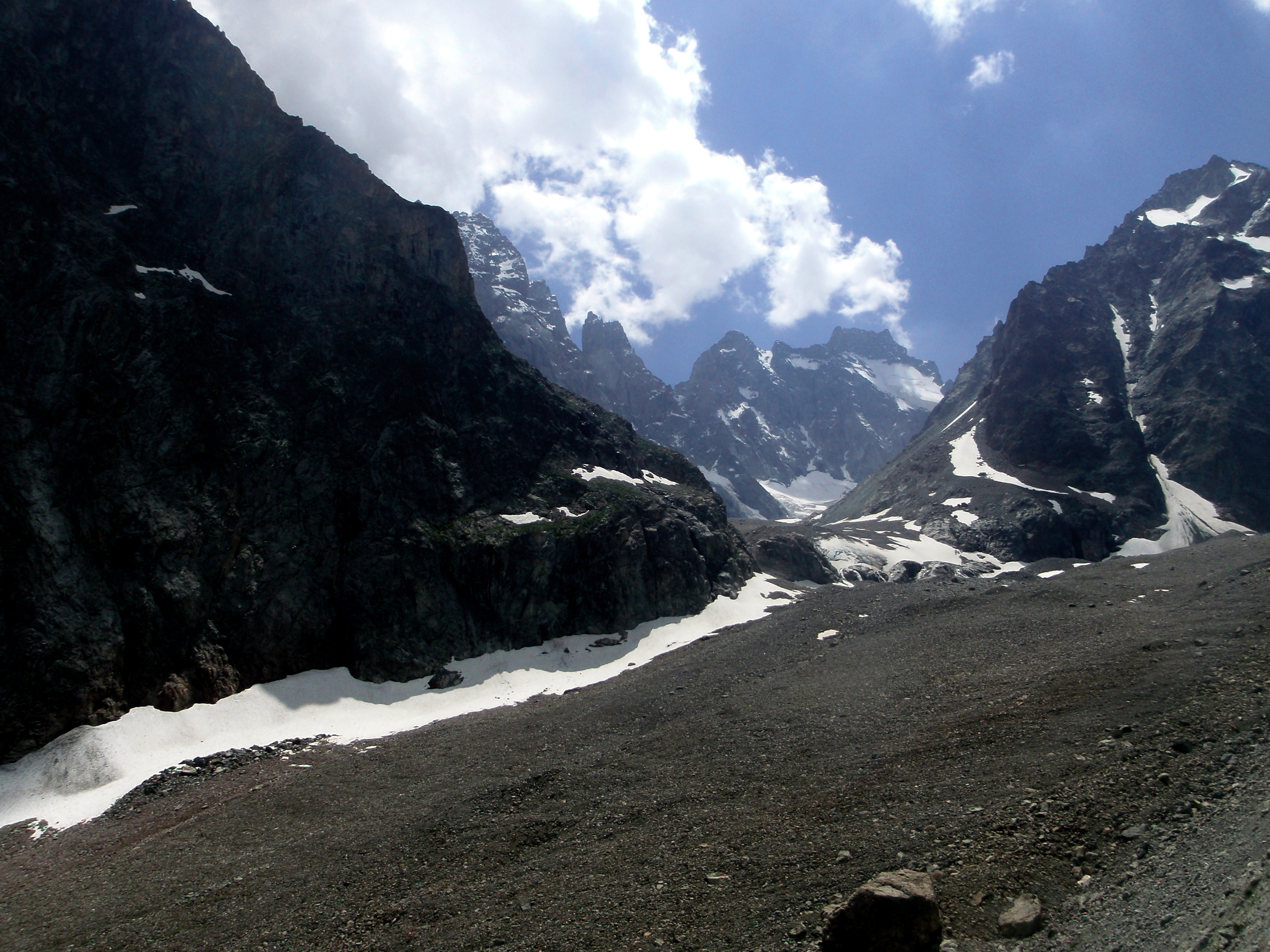
Glacier Noir, na drugim planie widoczne Pic Sans Nom i Pic du Coup de Sabre.

Glacier Noir (pol. Czarny Lodowiec) – drugi co do długości (5,1 km, powierzchnia ok. 410 ha) lodowiec w grupie górskiej Écrins w Alpach Delfinackich we Francji. Znajduje się na terenie Parku Narodowego Écrins (fr.: Parc national des Écrins).
Glacier Noir otoczony jest najwybitniejszymi szczytami Alp Delfinackich: Barre des Écrins, Pic Coolidge, l'Ailefroide, Pic sans Nom i Mont Pelvoux. Spływa generalnie ku północnemu wschodowi, w kierunku Pré de Mme Carle. Wypływające spod niego wody zasilają potok St. Pierre, należący do zlewiska rzeki Durance. W górnej części Glacier Noir posiada dwie odnogi: południową, dłuższą, spływającą spod przełęczy Col de la Temple i z północnych stoków l'Ailefroide oraz północną, spływającą spod przełęczy Col des Avalanches.
Nazwa lodowca (fr. noir - czarny) wiąże się z tym, iż w swej dolnej części jest on pokryty grubą pokrywą moreny powierzchniowej, zbudowanej z ciemnego rumoszu skalnego pochodzącego z południowych zboczy Barre des Écrins.
W przeszłości (jeszcze w I połowie XIX wieku) jęzor lodowcowy Glacier Noir w dolnej części łączył się z jęzorem położonego bardziej na północ i oddzielonego masywem Barre des Écrins Glacier Blanc. Obecnie Glacier Noir, podobnie jak inne lodowce alpejskie, jest w odwrocie. Pokryty w dużej części moreną powierzchniową, jest znacznie lepiej chroniony przed działaniem promieni słonecznych niż sąsiedni Glacier Blanc i dzięki temu jego jęzor schodził (w 2009 r.) do wysokości 2174 m n.p.m..
Glacier Noir jest przedmiotem badań ruchu lodowców, prowadzonych przez Park Narodowy Écrins wspólnie z laboratorium glacjologii i geofizyki Państwowego Ośrodka Badań Naukowych (fr.: Centre National de la Recherche Scientifique – CNRS).